# Cutin
Cutin oder Kutin (Akkruste) ist eine polyesterartige Substanz, die in Kombination mit Zellulose, Pektin und Wachsen in der Cuticula von Pflanzenzellen zu finden ist und diese nahezu wasserundurchlässig macht. 
Cutin kann von Pilzen und in Pollen durch Cutinase gespalten werden.
Chemisch gesehen handelt es sich um ein Heteropolymer mit Esterbindungen zwischen den Monomeren. Die Monomere setzen entweder auf C16- oder auf C18-Hydroxyfettsäure-Gerüste auf.
Eine durch Cutin-Absonderung verstärkte Zellwand bezeichnet man als cutinisiert.